# 뉴서울오페라단
뉴서울오페라단은 클래식 음악을 중심으로 일반 대중과 함께 호흡할 수 있는 폭 넓은 연주활동 및 교류 사업을 전개함으로써 한국 오페라의 보급 및 발전에 이바지할 목적으로 2002년 4월 12일 설립된 대한민국 문화체육관광부 소관의 사단법인이다. 사무실은 서울특별시 강남구 청담동 68-19 리버뷰오피스텔604호 (우: 135-953)에 있다.

## 주요 사업
- 정기연주회 개최
- 기획연주회 개최
- 유능한 연주인의 발굴과 등용
- 연주인의 국제교류